# Bell UH-1N Twin Huey
Bell UH-1N, CH-135 Twin Huey – średni, dwusilnikowy śmigłowiec wojskowy z rodziny Bell UH-1 (Huey). Pierwszy raz zamówiony przez Kanadyjskie Siły Zbrojne pod początkowym oznaczeniem CUH-1N Twin Huey, które zmieniono na CH-135. Jego cywilnym wariantem jest Bell 212.

## Historia
Śmigłowiec został pierwotnie opracowany na potrzeby Kanadyjskich Sił Zbrojnych jako dwusilnikowe rozwinięcie podstawowego, jednosilnikowego wariantu UH-1H Iroquois. Równolegle do wojskowego wariantu UH-1N opracowano jego cywilną wersję oznaczoną jako Bell 212. Prototyp został oblatany w kwietniu 1969 roku, zaś dostawy maszyn seryjnych rozpoczęły się w październiku 1970 roku. 
W Kanadyjskich Siłach Zbrojnych maszyna otrzymała oznaczenie CUH-1N Twin Huey (później zmienione na CH-135 Twin Huey). Szybko okazało się, że opracowany wariant dwusilnikowy jest lepszą konstrukcją od jednosilnikowych maszyn rodziny UH-1 i zainteresowanie zakupem partii maszyn wyraziły również Siły Zbrojne Stanów Zjednoczonych. Zamówiono 320 maszyn, które dostarczono w latach 1971–1979. Największym odbiorcą był Marine Corps, do którego trafiło 212 maszyn w wersji UH-1N. Pozostałe śmigłowce zasiliły US Air Force oraz US Navy. US Army nie było zainteresowane zakupem wariantu dwusilnikowego, ponieważ w trakcie opracowywania były wymagania na program następcy śmigłowców Huey. W służbie amerykańskiej UH-1N zachował oficjalną nazwę Iroquois używaną przez jednosilnikowe UH-1. W Kanadzie przyjęto nazwę Twin Huey. 
Na początku lat 90. XX wieku należące do korpusu Marines maszyny zmodernizowano. Wyposażono je m.in. w nowszy sprzęt nawigacyjny,  układy zakłócania w podczerwieni i wyrzutnie flar bądź też dipoli oraz pod nosową częścią kadłuba zamontowano głowicę optoelektroniczną FLIR AN/AAQ-22A. W 1996 roku producent rozpoczął prace nad nową wersją oznaczoną UH-1Y Venom, która stanowiła rozwinięcie konstrukcji UH-1N.

## Konstrukcja
W wiropłatach zastosowano dwa silniki turbowałowe Pratt & Whitney Canada PT6T-3B Turbo Twin Pack, które generowały maksymalną moc startową wynoszącą łącznie 1342 kW. 
Zmodernizowane śmigłowce należące do Marines otrzymały odbiornik GPS sprzężony z bezwładnościowym systemem nawigacyjnym i dopplerowskim miernikiem kąta znoszenia APN-217(V6), system planowania i przygotowywania lotu, radiostacje ARC-210, kokpit śmigłowca przystosowano do użycia gogli noktowizyjnych AN/AVS-7. Pod nosową częścią kadłuba zainstalowano głowicę optoelektroniczną FLIR AN/AAQ-22A.
Śmigłowce zyskały systemy ostrzegania i samoobrony takie jak: system AAR-47 ostrzegający o zbliżających się w kierunku śmigłowca pocisków rakietowych na podczerwień, układ APR-39(V)2 ostrzegający o opromieniowaniu przez radary naprowadzania pocisków przeciwlotniczych oraz układ AVR-2, ostrzegający o oświetleniu wiązką lasera. Zasobniki z flarami i dipolami oraz pozostałe systemy przeciwdziałania sprzężone są z systemem AAR-47, który automatycznie wydaje komendy o aktywacji systemów samoobrony. 
Montaż dodatkowych systemów oraz wyposażenia spowodował wzrost masy i pogorszenie osiągów m.in. zmniejszony udźwig, zasięg oraz pułap maszyny.

## Wersje
Warianty śmigłowca UH-1N:
- CUH-1N Twin Huey – podstawowa wersja kanadyjska
- CH-135 Twin Huey – późniejsze wersje produkcyjne
- UH-1N Iroquois – podstawowy model produkcyjny, używany przez US Air Force, US Navy i US Marine Corps
- VH-1N – wersja VIP
- HH-1N – wersja SAR
- UH-1Y Venom – zmodernizowana wersja UH-1N w służbie US Marine Corps
- Agusta-Bell AB 212 – wersja do transportu cywilnego lub wojskowego, produkowana na licencji we Włoszech przez firmę Agusta
- Agusta-Bell AB 212EW – wersja walki elektronicznej dla Turcji
- Agusta-Bell AB 212ASW – wersja zwalczania okrętów podwodnych, produkowana na licencji we Włoszech przez Agustę. Eksploatowana przez Włochy, Grecję, Iran, Peru, Hiszpanię, Turcję i Wenezuelę
- Bell 212 – wariant cywilny

## Galeria

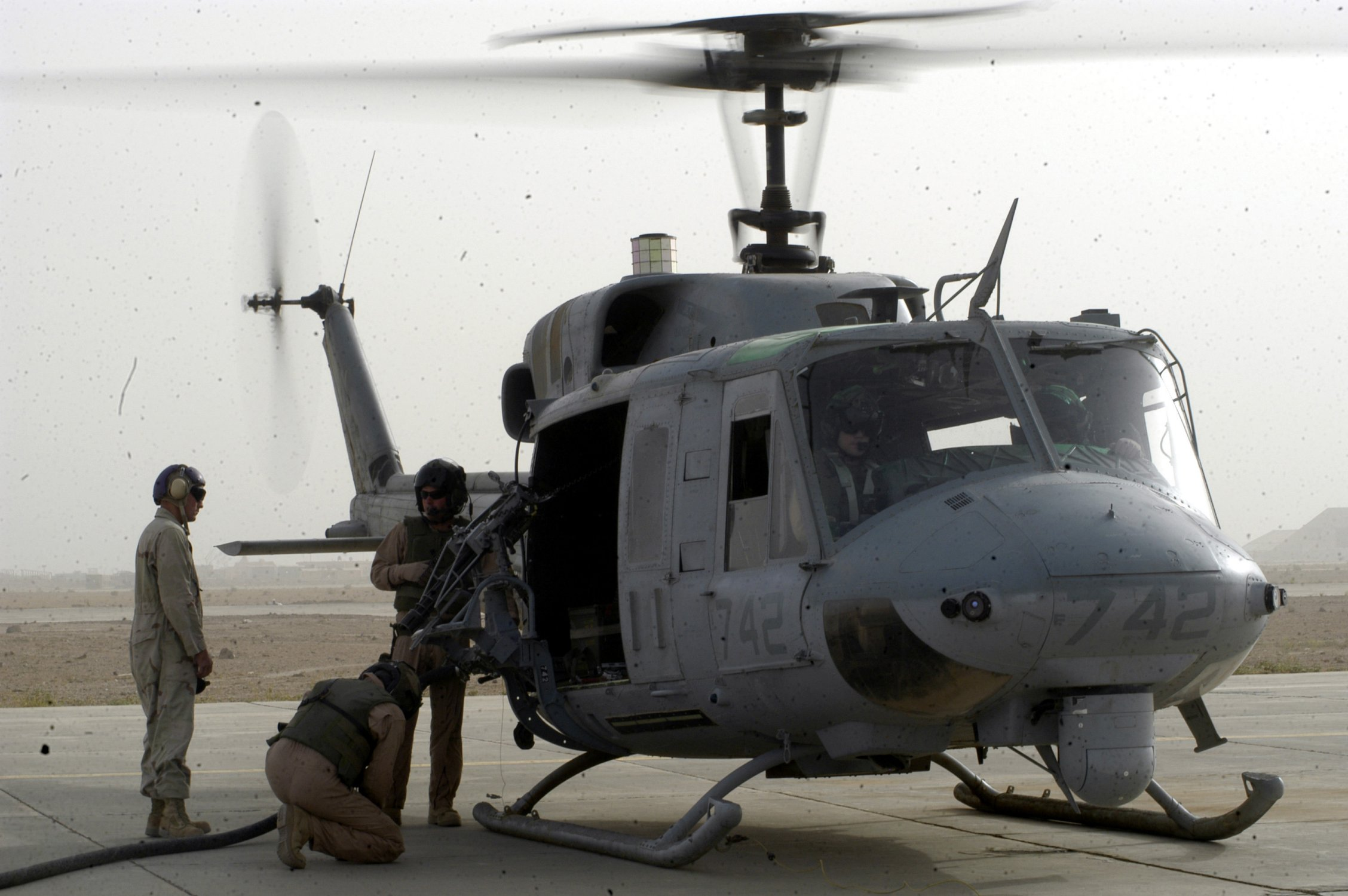
Zmodernizowany UH-1N należący do USMC (2004)
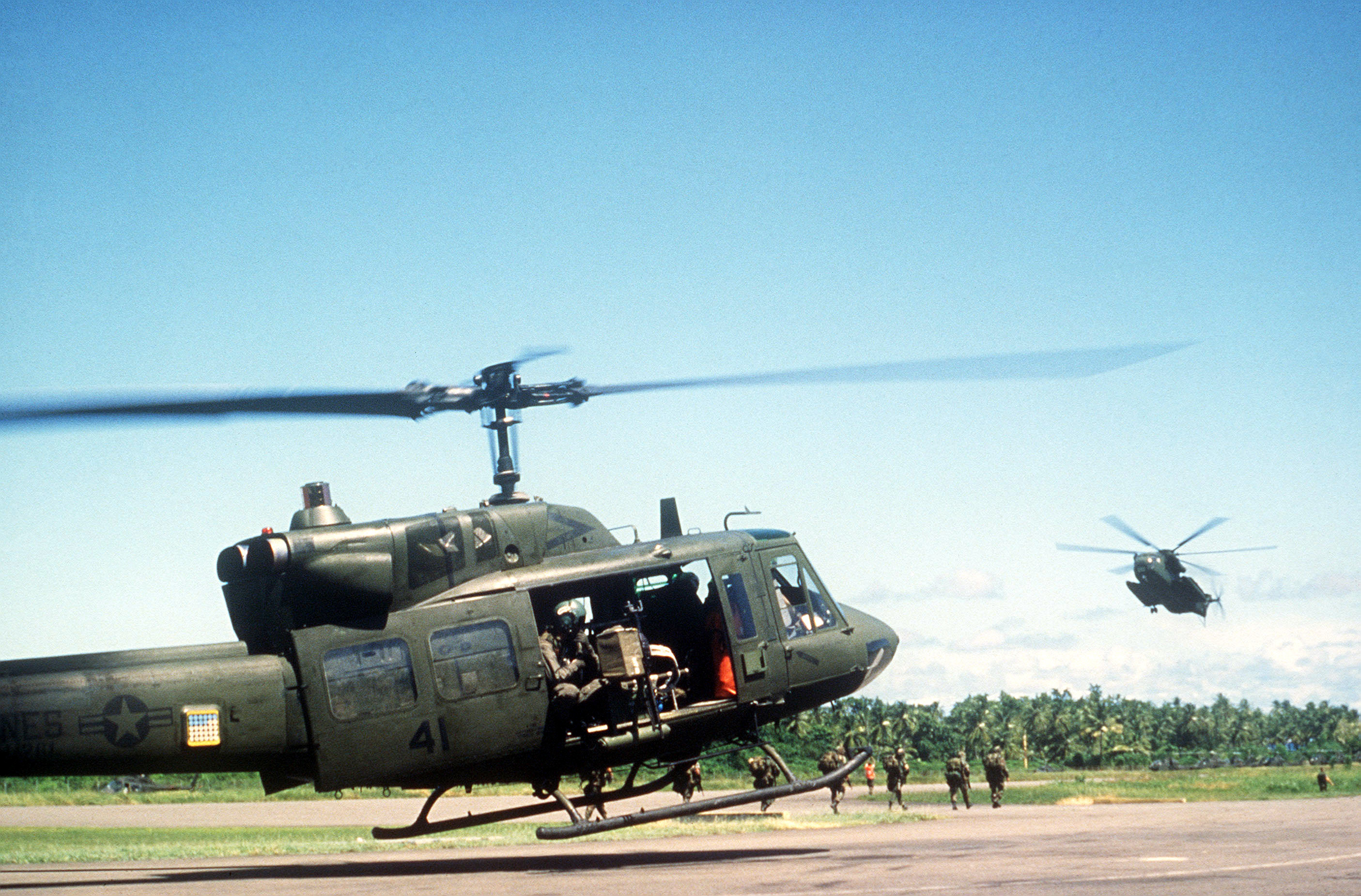
Podstawowa wersja UH-1N w służbie USMC (1983)
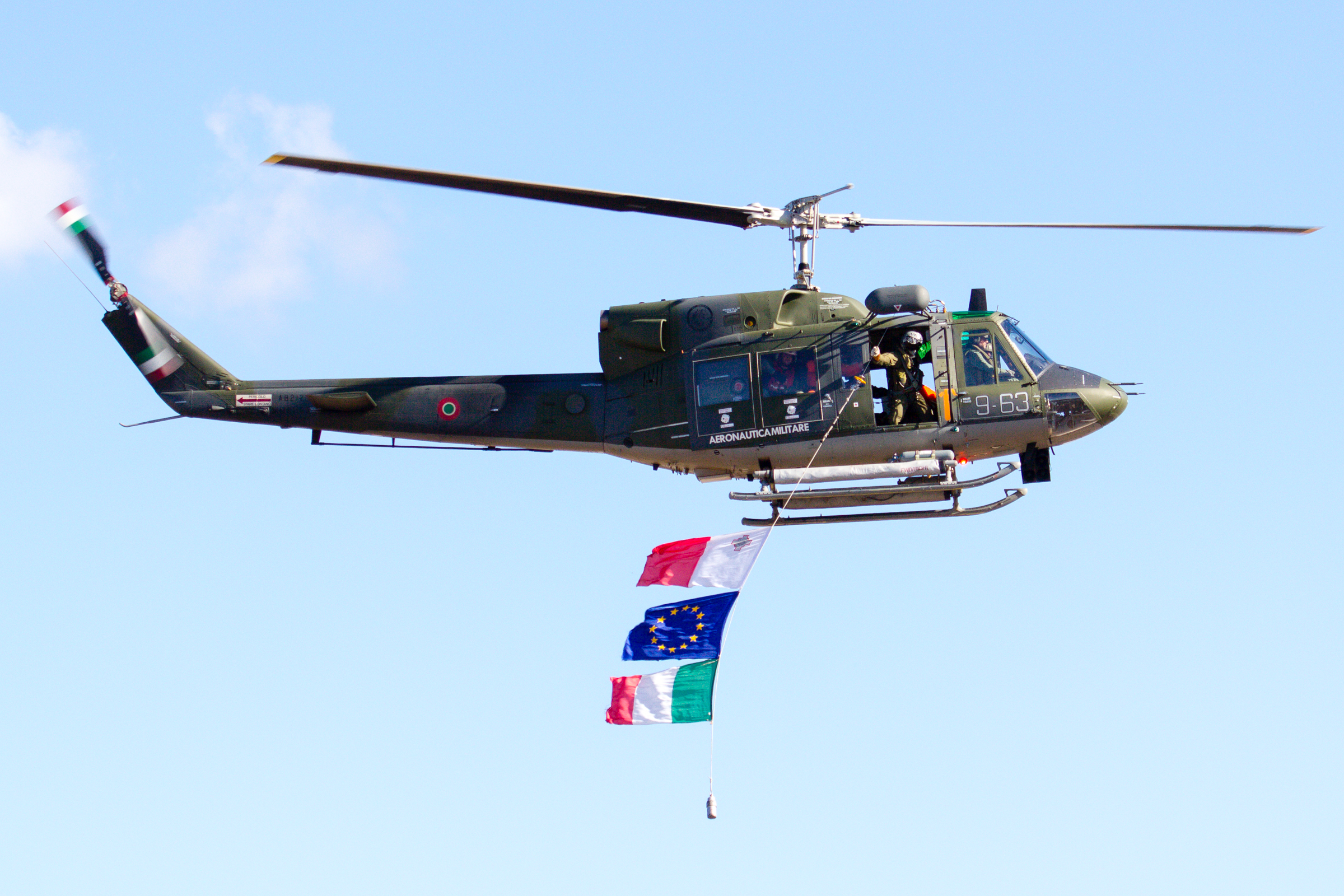
Włoska licencyjna odmiana AB 212 (2015)
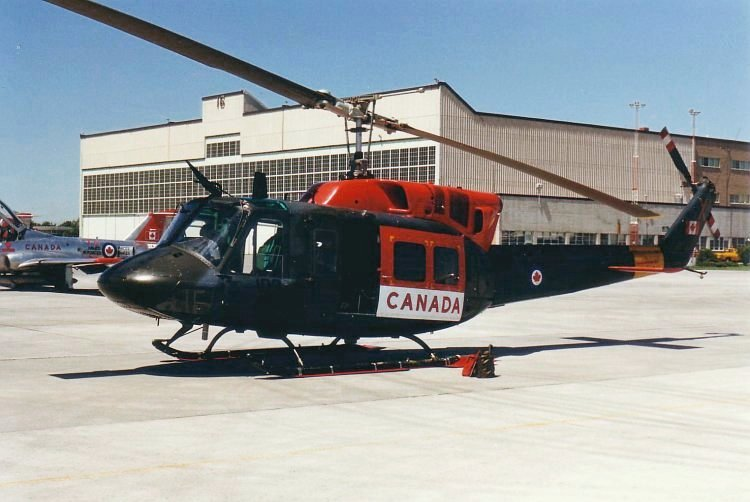
Kanadyjski CH-135 Twin Huey (1987)
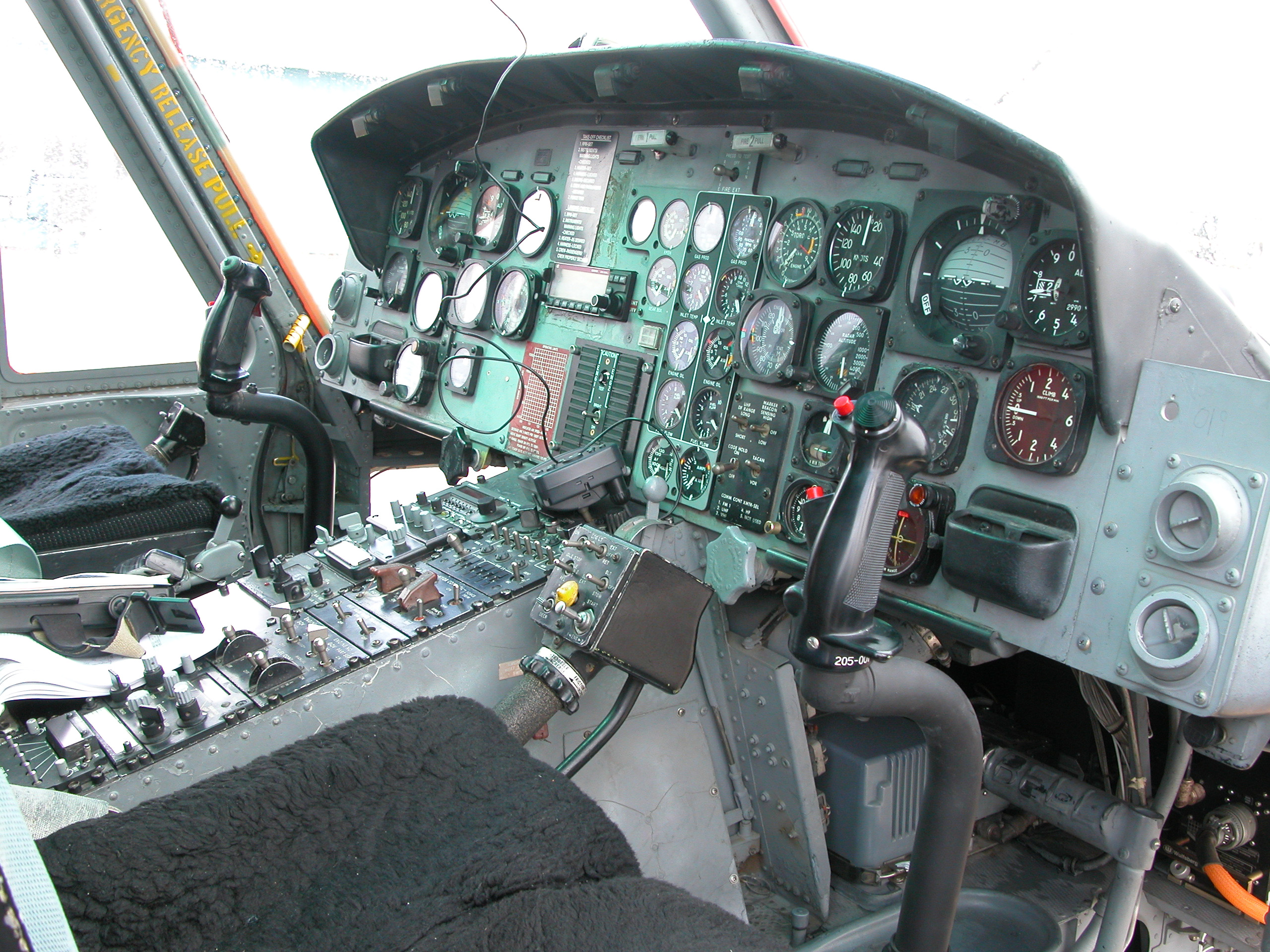
Kokpit w wersji HH-1N